# ثورستون كلارك
ثورستون كلارك (بالإنجليزية: Thurston Clarke)  (11 مارس 1946 - ) صحفي، ومؤرخ، وروائي من الولايات المتحدة.

## الجوائز
- زمالة غوغنهايم